# Condition des femmes au Bénin
Comme dans d'autres pays africains, l'histoire des femmes au Bénin est marquée par le poids des traditions. Au Bénin également, celles-ci jouent un rôle majeur dans le développement local en milieu rural. Héritières symboliques des amazones du Dahomey, elles luttent pour leurs droits et commencent à accéder, en nombre limité, à tous les secteurs professionnels et échelons de la société, s'appuyant sur le dynamisme du milieu associatif, l'évolution progressive du cadre juridique et les mutations du monde contemporain, notamment celles liées aux technologies.

## Évolution du cadre juridique
Longtemps régi par le patriarcat, le Bénin reconnait l'égalité entre hommes et femmes dans l'article 124 de la constitution du 11 décembre 1990. Le Bénin a ensuite mis en place plusieurs dispositions juridiques qui protègent les droits des femmes béninoises. En 1992, le Bénin a ratifié la convention sur l'élimination de toutes formes de discriminations à l'égard des femmes (CEDEF), ce qui a été suivi par la promulgation du code des personnes et de la famille en 2004.

### Avortement
Le 20 octobre 2021 le parlement béninois a adopté un amendement à la loi de 2003 sur la santé sexuelle et la reproduction (SSR). Selon la précédente loi béninoise sur l'avortement, adoptée en 2003, une femme ne pouvait interrompre sa grossesse que si sa vie était en danger, si la grossesse résultait d'un inceste ou d'un viol, ou si le fœtus présentait un état pathologique particulièrement grave. Une liste d'experts sélectionnés était autorisée à examiner une grossesse afin de déterminer si la seule option pour sauver la vie d'une femme était de provoquer l'avortement.
Le recours à l'IVG à la demande de la femme enceinte est autorisé par la loi du 20 octobre 2021,.

## Histoire

### Monde rural, pauvreté

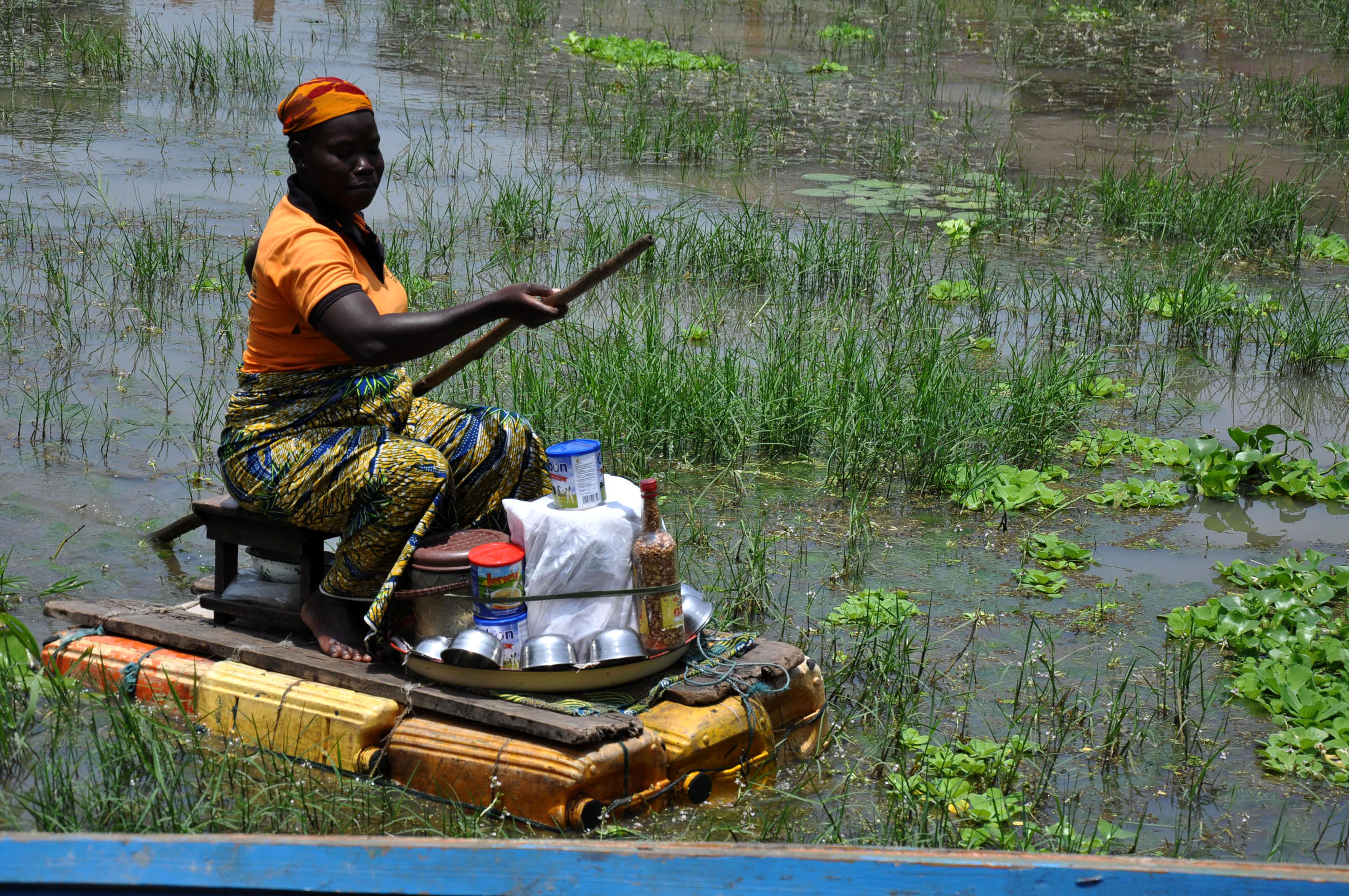
Commerce lacustre à Ganvié (2017).
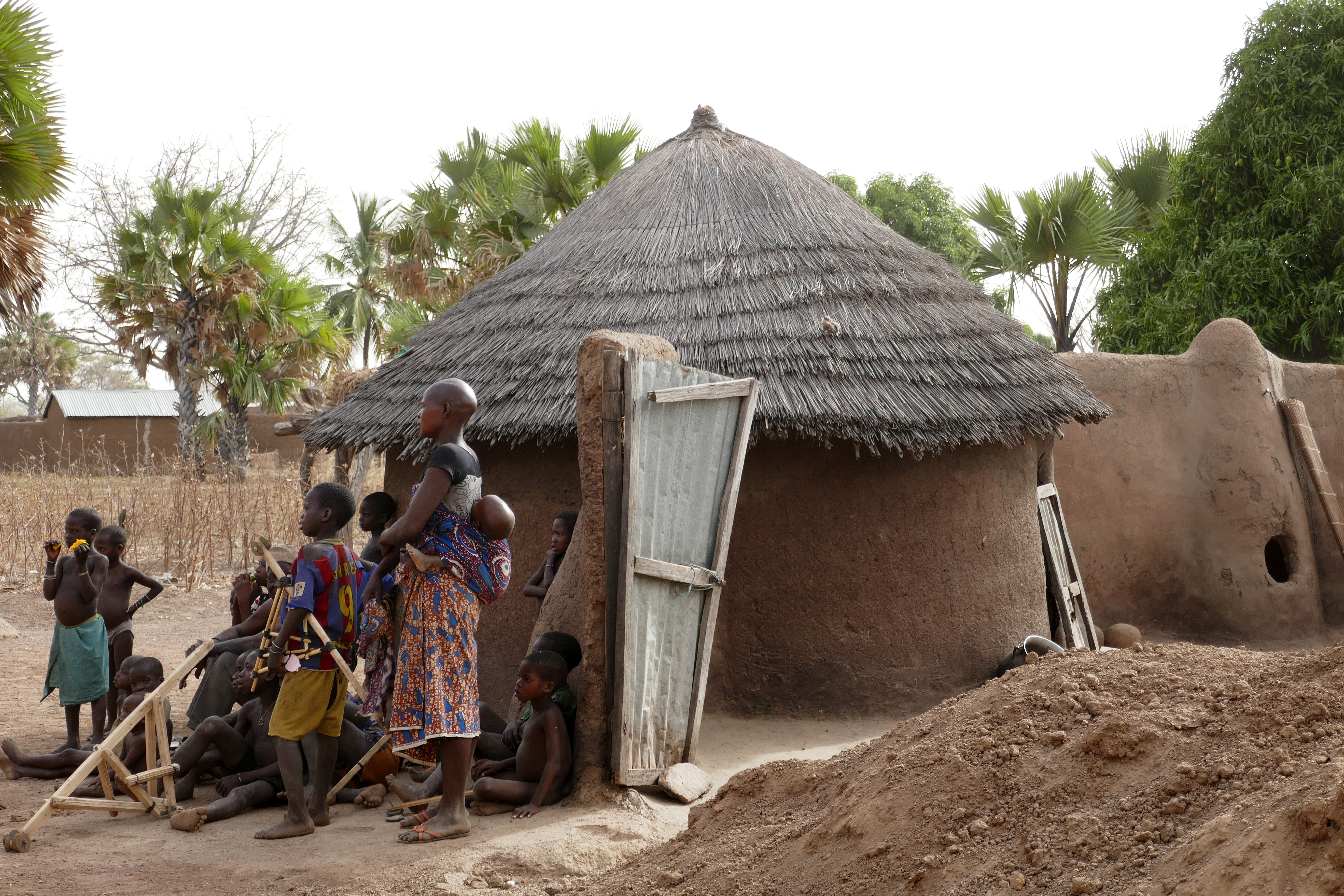
Village otammari (2017).
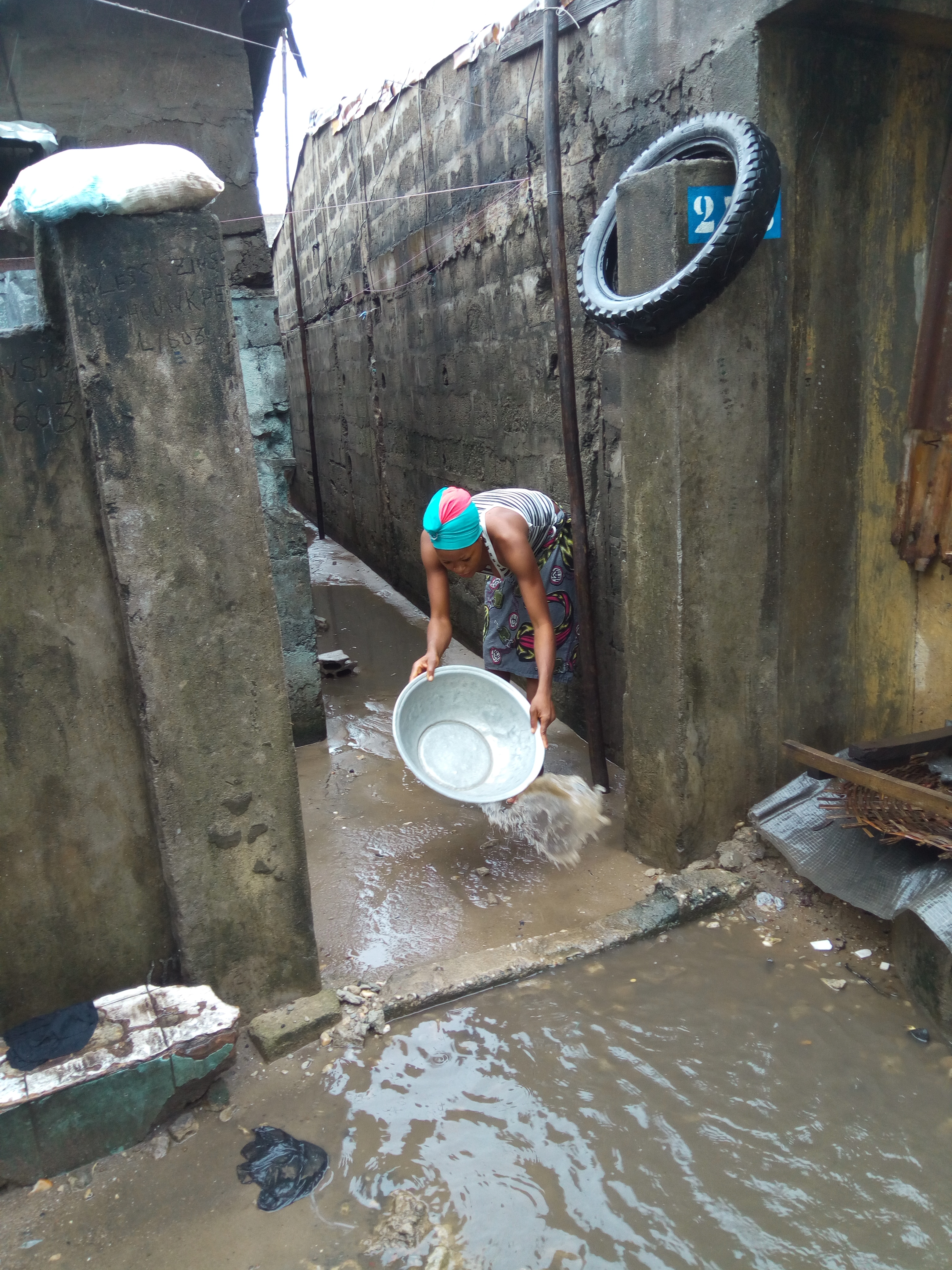
Lutte contre l'inondation à Cotonou (2017).
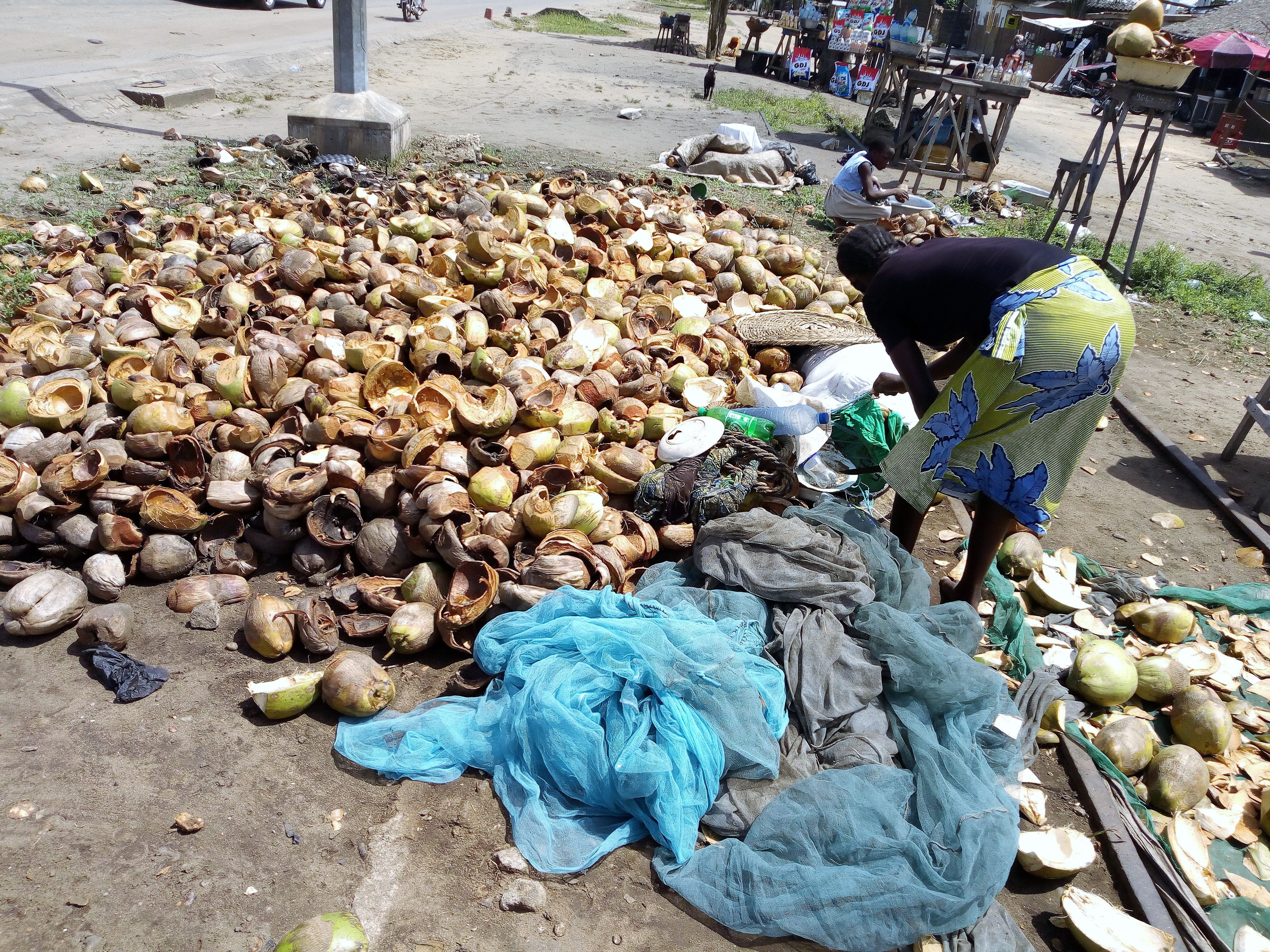
Tri des noix de coco à Porto-Novo (2019).
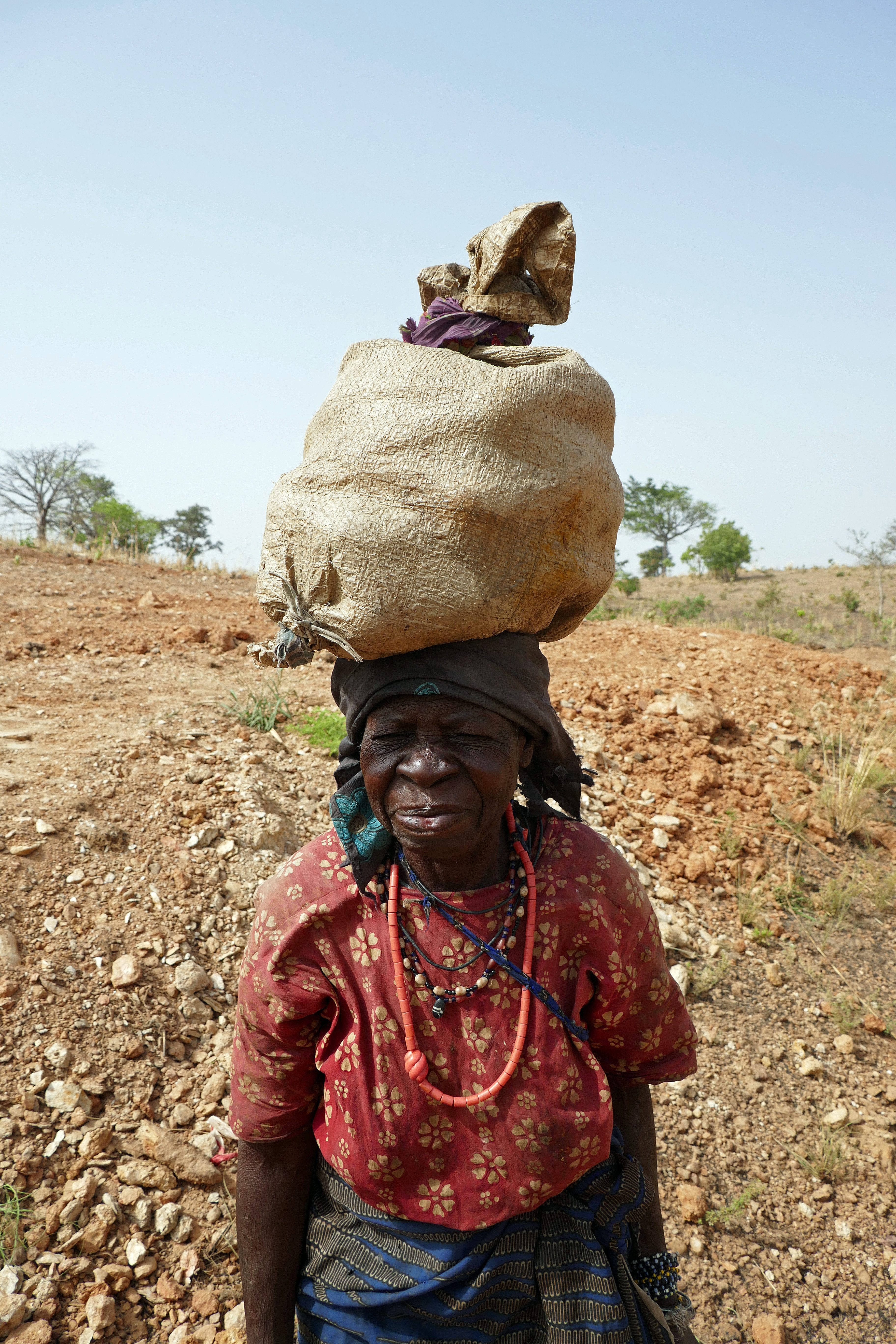
Travaux des champs dans l'Atacora (2017).
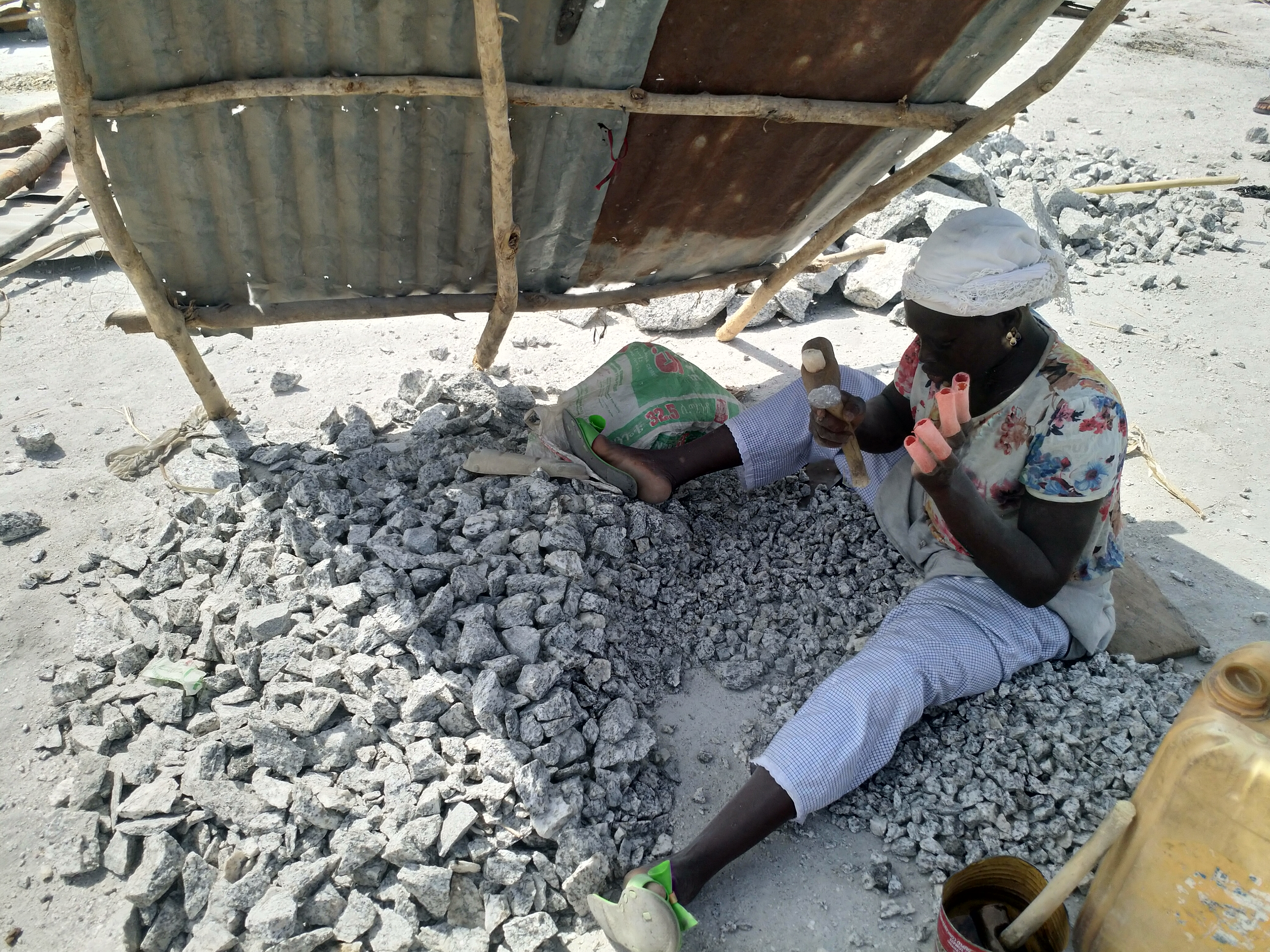
Concassage de granite à Parakou (2019).
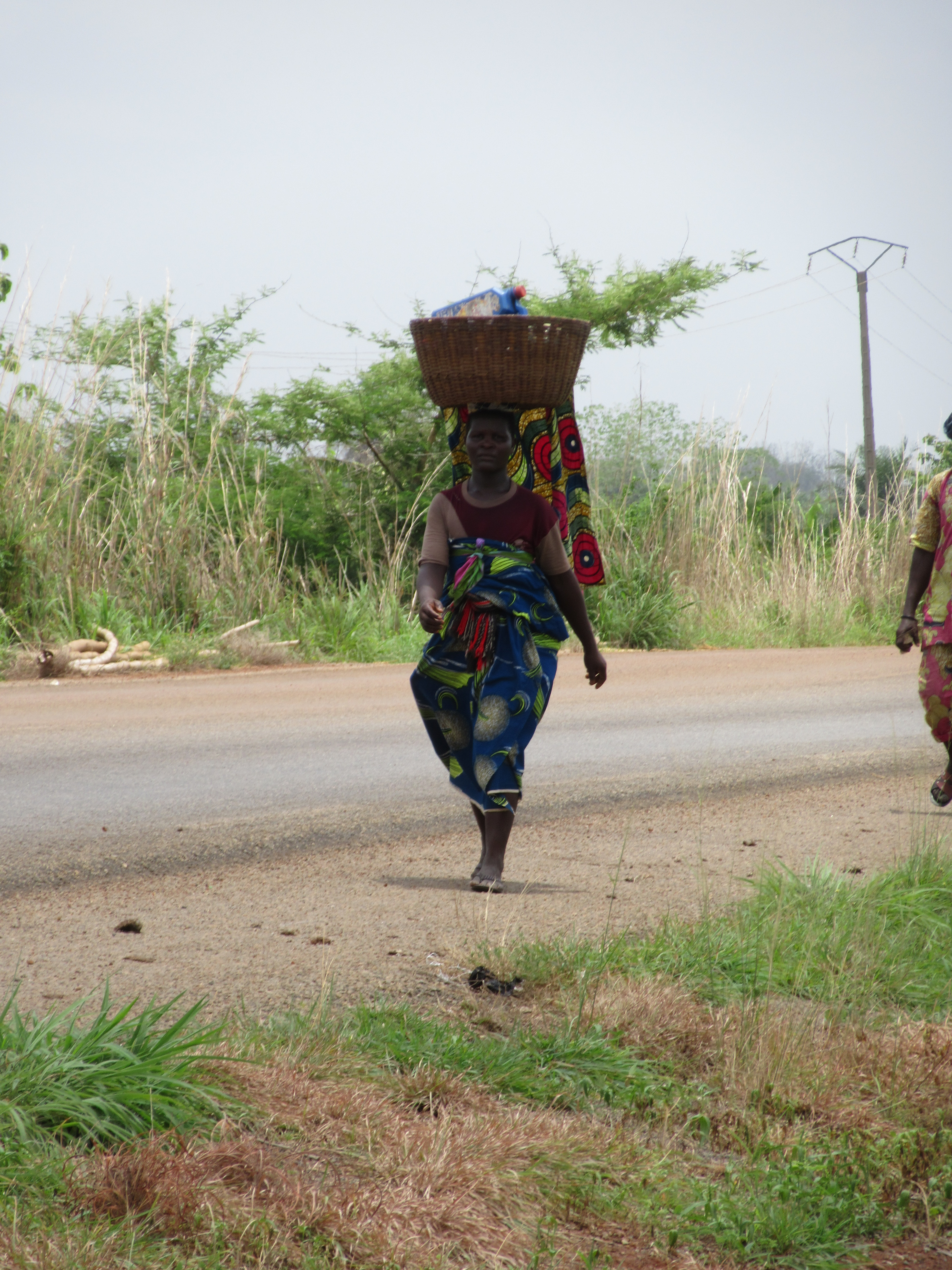
Femme marchant pieds nus, avec bébé au dos se rendant au marché sous un soleil ardent à Pobè au Bénin.
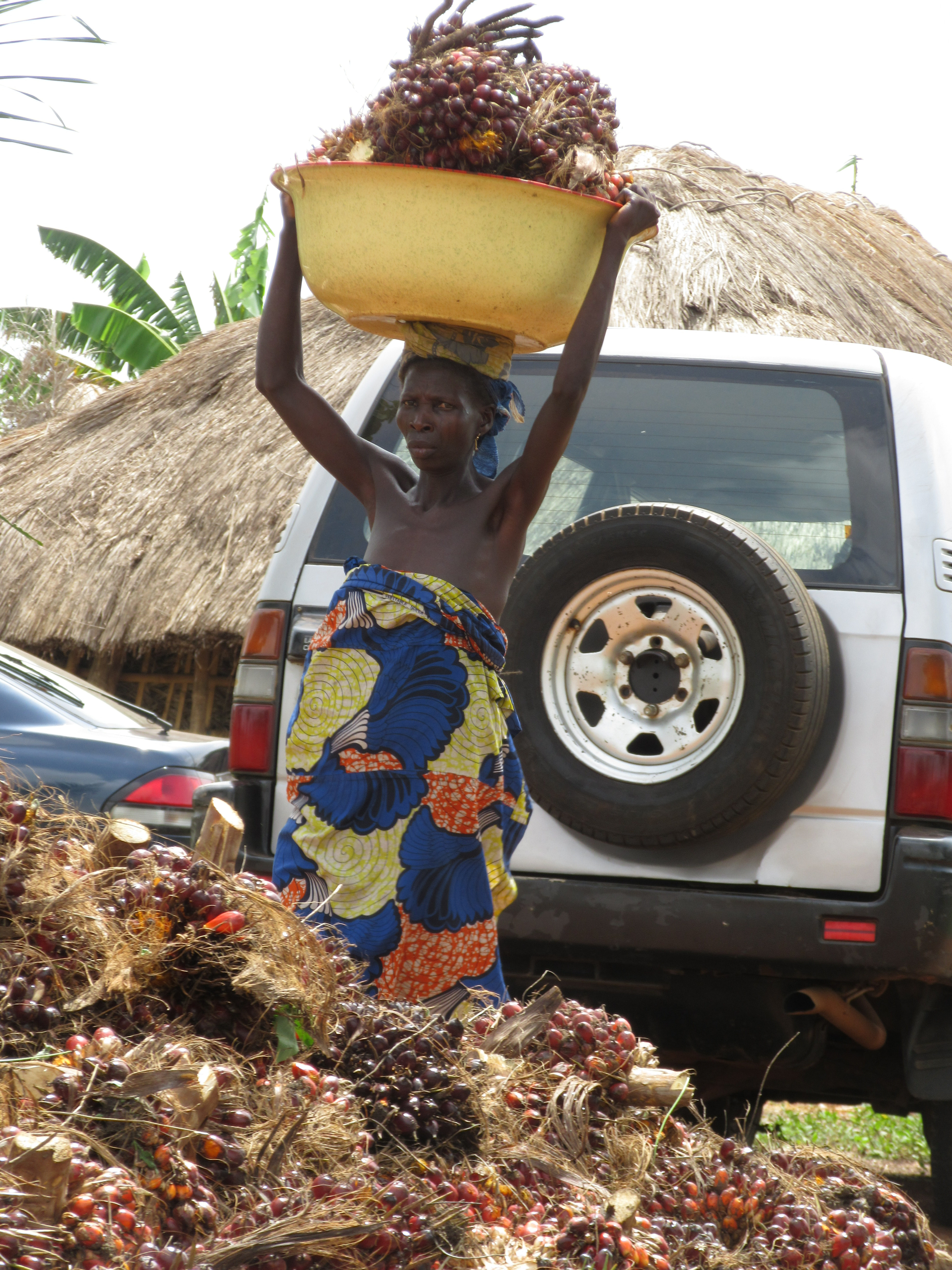
Femme venue verser des régimes de noix palmes pour exploitation à Pobè au Bénin.
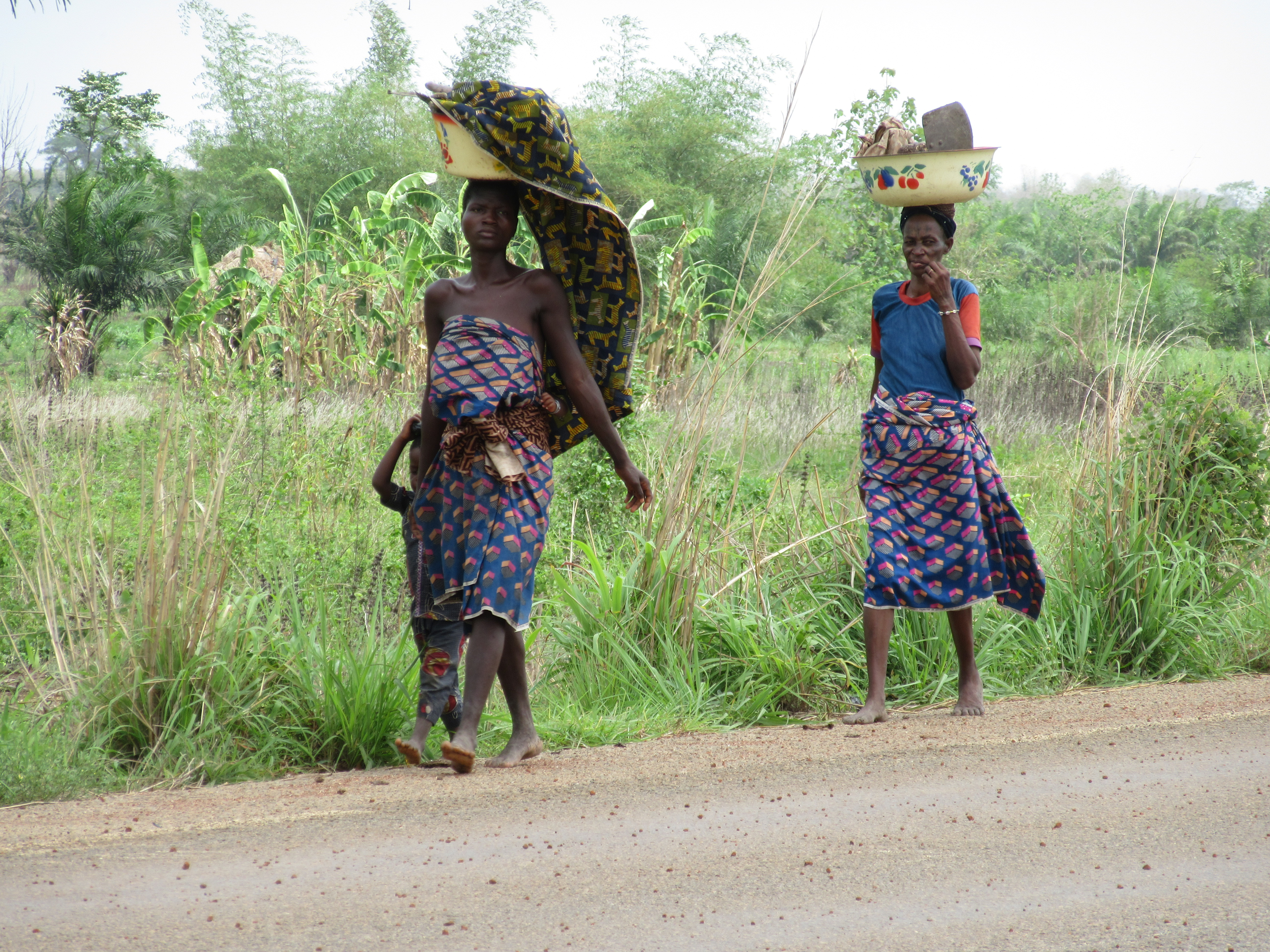
Deux femmes marchant pieds nus, la première avec bébé au dos, de retour du champ sous un soleil ardent à Pobè au Bénin.

### Polygamie
Inégalités liées au genre, polygamie, violences conjugales, mariages forcés et mariages précoces ont lieu au Bénin.

## Politique

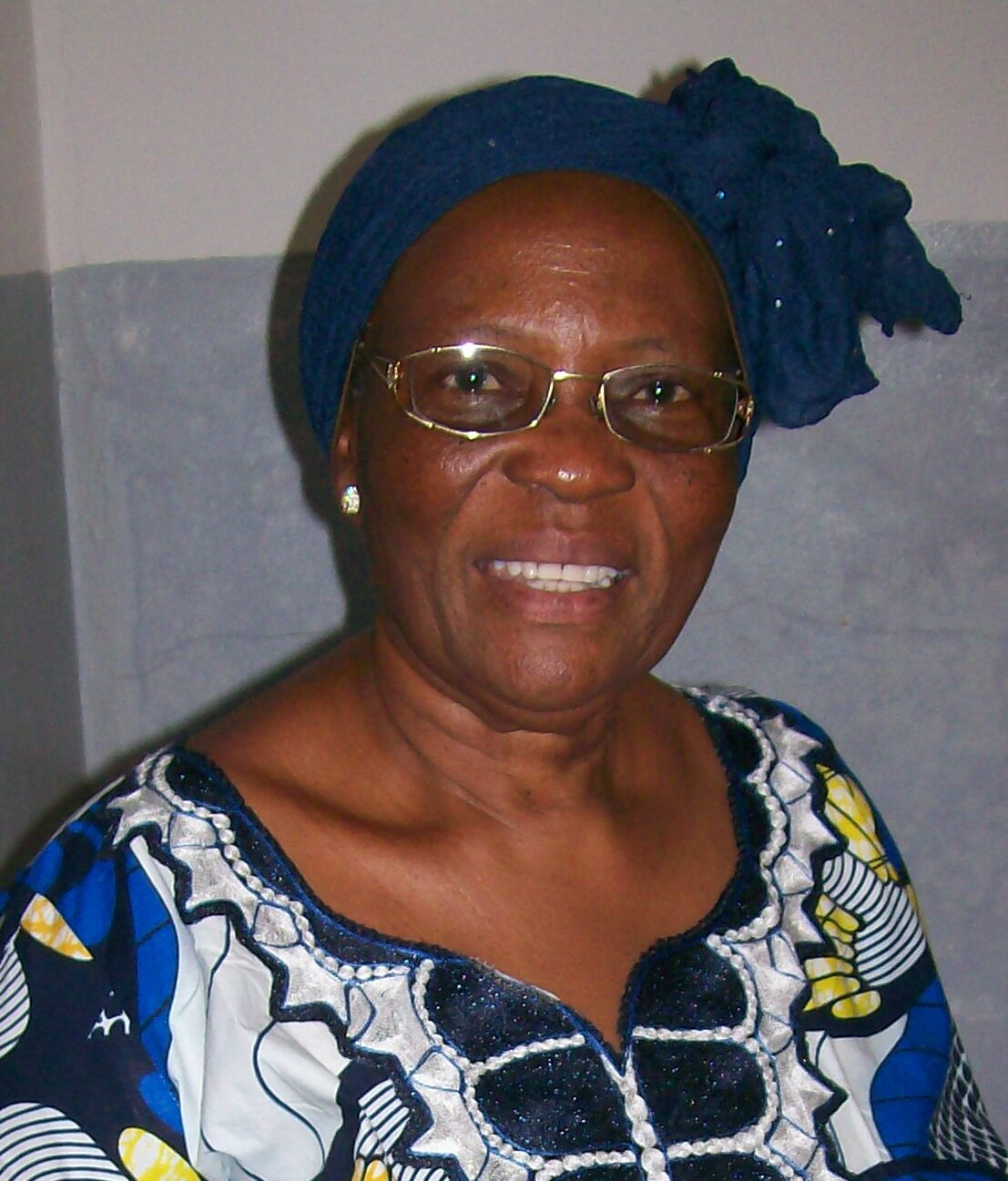
Rafiatou Karimou, première femme ministre.

Dans une société rurale et patriarcale, les femmes n'ont guère eu de possibilités de faire entendre leur voix. Les amazones du Dahomey, proches du roi, avaient elles-mêmes peu de pouvoir. Après l'indépendance, les différentes constitutions garantissent aux citoyens une égalité de principe, mais ces dispositions sont peu respectées et souvent limitées par le droit coutumier[réf. nécessaire].
En 2020), en politique, l'empowerment (ou « autonomisation », en français du Québec) des Béninoises reste modéré, selon les indicateurs disponibles à cette date[réf. nécessaire].

### Chef de l'État ou de Gouvernement
Comme dans 84 autres pays du monde (en 2020), il n'y a jamais eu de femme à la tête de l'État.

### Ministres
Rafiatou Karimou, nommée ministre de la Santé en 1989, est la première femme ministre du Bénin. Trente ans plus tard, le classement international établi au 1er janvier 2019 par l'Union interparlementaire (IPU) place le Bénin en 106e position sur 188 pays, avec 4 femmes sur un total de 22 ministres, soit 18,2 %.
Le gouvernement formé par le président Patrice Talon le 5 septembre 2019 compte 24 ministres, dont 5 femmes : Adidjatou Mathys (Travail et Fonction publique), Véronique Tognifodé Mewanou (Affaires sociales et Microfinance), Éléonore Yayi Ladekan (Enseignement supérieur et Recherche scientifique), Aurélie Adam Soule (Économie numérique et Digitalisation), Shadiya Alimatou Assouman (Industrie et Commerce).

### Députées
À la même date, l'IPU a également recensé le nombre de femmes siégeant au Parlement. Pour sa 7e législature, le Bénin se situe en 175e position, avec 6 femmes sur les 83 sièges de l'Assemblée nationale, soit 7,2 %. Abiba Dafia est la seule à siéger au Conseil d'orientation et de supervision de la liste électorale permanente informatisée (Cos-Lépi). Plusieurs sont des députées sortantes, telles Claudine Prudencio, ou Rosine Vieyra Soglo.
Dans la perspective des élections législatives d'avril 2019, les femmes espèrent améliorer leur représentativité avec au moins 30 % des sièges, mais n'obtiennent pas le score escompté : la 8e législature du Bénin ne comprendra que 7 femmes sur 83 sièges : Eugénie Chantal Ahyi Dedevi, Mariama Baba Moussa, Eniola Awou Bissiriou, Mariam Chabi Talata, Rosine Dagniho, Sèdami Mèdégan Fagla, Sofiatou Schanou. Mariam Chabi Talata est nommée première vice-présidente de l'Assemblée nationale, devenant ainsi la première femme à occuper ce poste.
En novembre 2019 un nouveau code électoral, qui entrera en vigueur en 2021, est adopté. Le nombre de députés est porté de 83 à 109 sièges, dont 24 exclusivement réservés aux femmes à raison d’une femme par circonscription électorale.

### Cheffes de partis et militantes
Rosine Vieyra Soglo, épouse du président Nicéphore Soglo, élue députée à plusieurs reprises, a joué un rôle actif avant de se retirer de l'arène politique en 2019.
Amissétou Affo Djobo, qui a rejoint l'opposition, est une ancienne députée.
Claudine Prudencio, députée lors des 6e et 7e législatures, est par ailleurs la seule femme présidente d'un parti politique au Bénin, l'Union démocratique pour un Bénin nouveau (UDBN). Elle siège en outre au Parlement panafricain depuis 2019.

### Diplomates
En 2016, la femme de lettres Agnès Avognon Adjaho est nommée ambassadrice près le Saint-Siège.

## Sport
Dans un monde rural traditionnel, les femmes pratiquent au quotidien des activités très physiques, qu'on ne peut cependant pas qualifier de « sportives ».
Au XIXe siècle, les amazones du Dahomey sont les premières à se soumettre délibérément à un véritable entraînement : échauffement matinal, course à pied, parcours du combattant, séances de tir, d'escrime, de lutte, parfois en présence du roi. Lors des parades de l'armée dahoméenne à Abomey, elles suscitent l'étonnement, l'admiration, voire la crainte des spectateurs.
Cependant, au XXIe siècle, par attachement à leur culture et à leurs valeurs, les familles laissent encore à contre-cœur les filles se diriger vers les disciplines sportives. Comme en matière d'éducation, l'accompagnement des parents s'avère nécessaire, car beaucoup d'hommes, voire les autres femmes, comprennent difficilement leur choix. En football, les exemples relayés par les médias, parfois les encouragements de frères footballeurs ou d'un père entraîneur, le soutien d'un conjoint partageant leur passion, permettent à certaines de tenir bon.
Si des rencontres internationales ont eu lieu dès 2006, le Bénin ne dispose pas à ce jour de véritable équipe féminine nationale, d'où son absence dans les tournois de football féminin, autant en Afrique qu'au niveau mondial. C'est pourquoi, en 2020, le ministre des Sports, Oswald Homeky et le président de la Fédération béninoise de football, Mathurin de Chacus, signent avec la FIFA une convention du football des jeunes et du football féminin.
Parmi les autres sports, c'est en athlétisme que les Béninoises ont remporté le plus de titres, notamment Sonya Agbessi (1972-) (triple saut), la Franco-Béninoise Fabienne Feraez (1976-) (sprint), Noélie Yarigo (1985-) (800 mètres), demi-finaliste aux Jeux olympiques de Rio de Janeiro, une autre Franco-Béninoise, Isabelle Yacoubou (1986-) qui se distingue d'abord au lancer du poids, avant d'opter pour le basket-ball, Souliath Saka (1991-) (200 mètres et 400 mètres), Odile Ahouanwanou (1991-) (heptathlon), Pascaline Adanhouegbe (1995-) (lancer du javelot).
En karaté, Océanne Mylène Ganiero (1994-) remporte plusieurs médailles au niveau international.

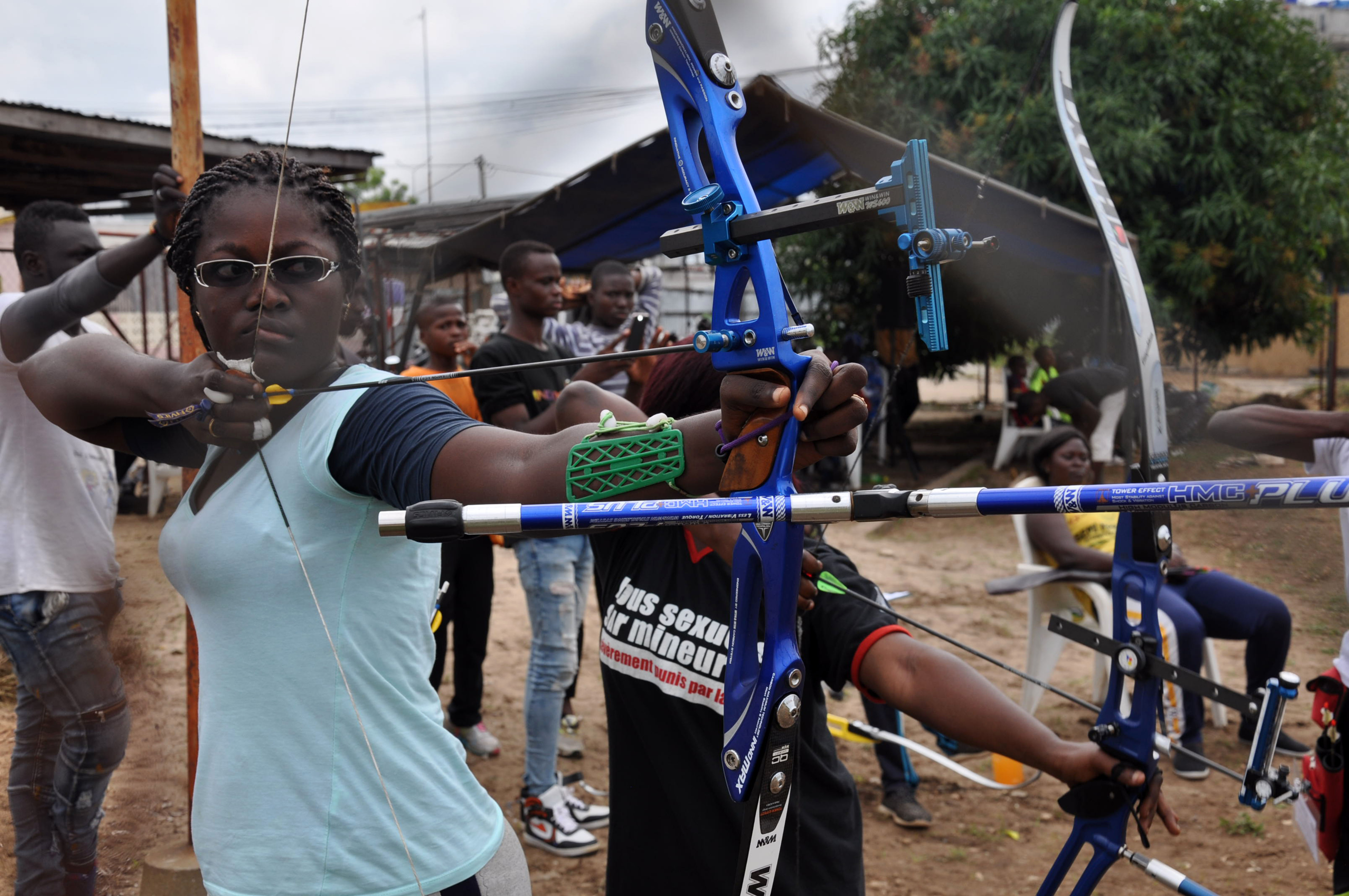
Archère.
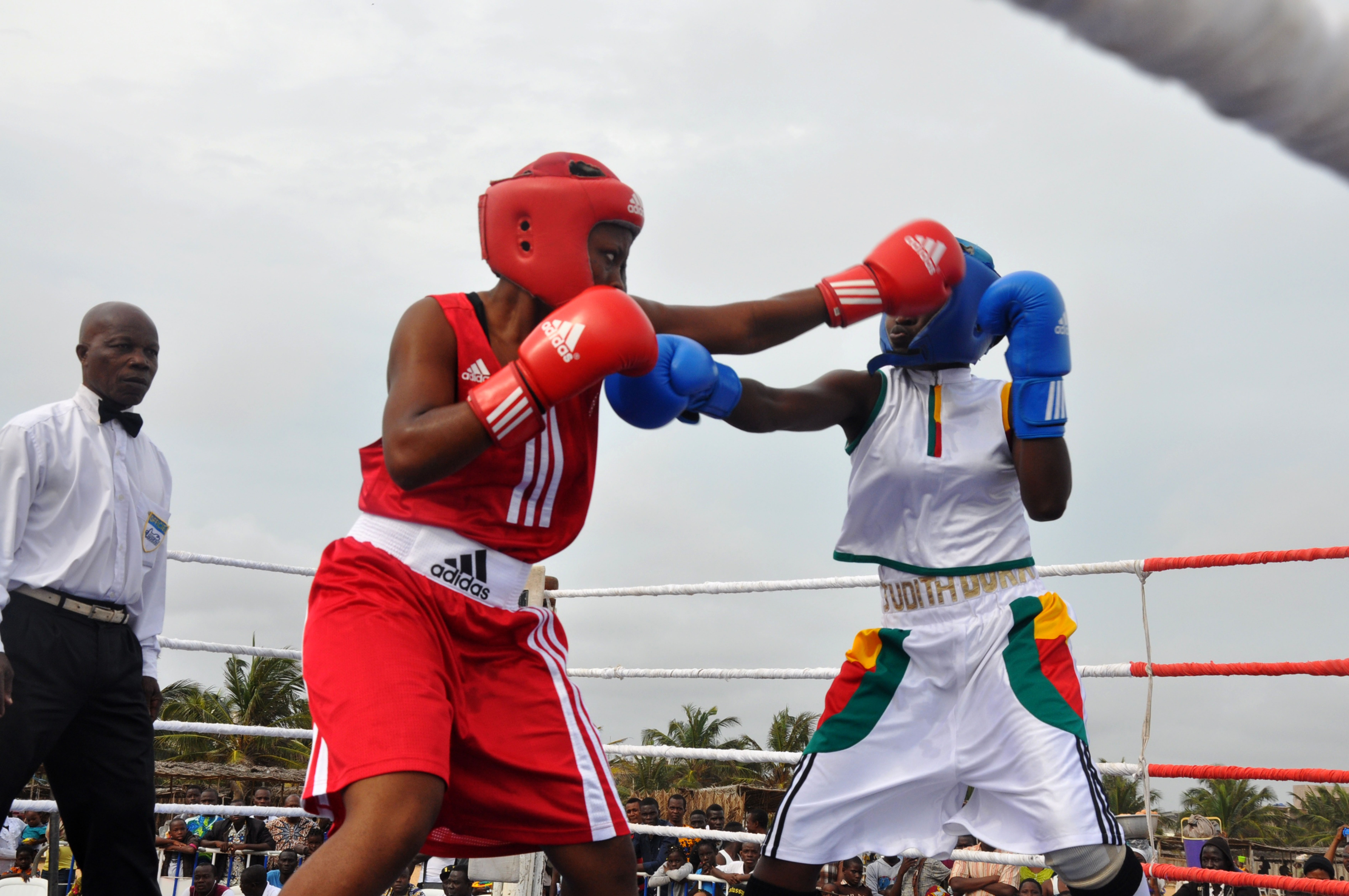
Boxeuse.
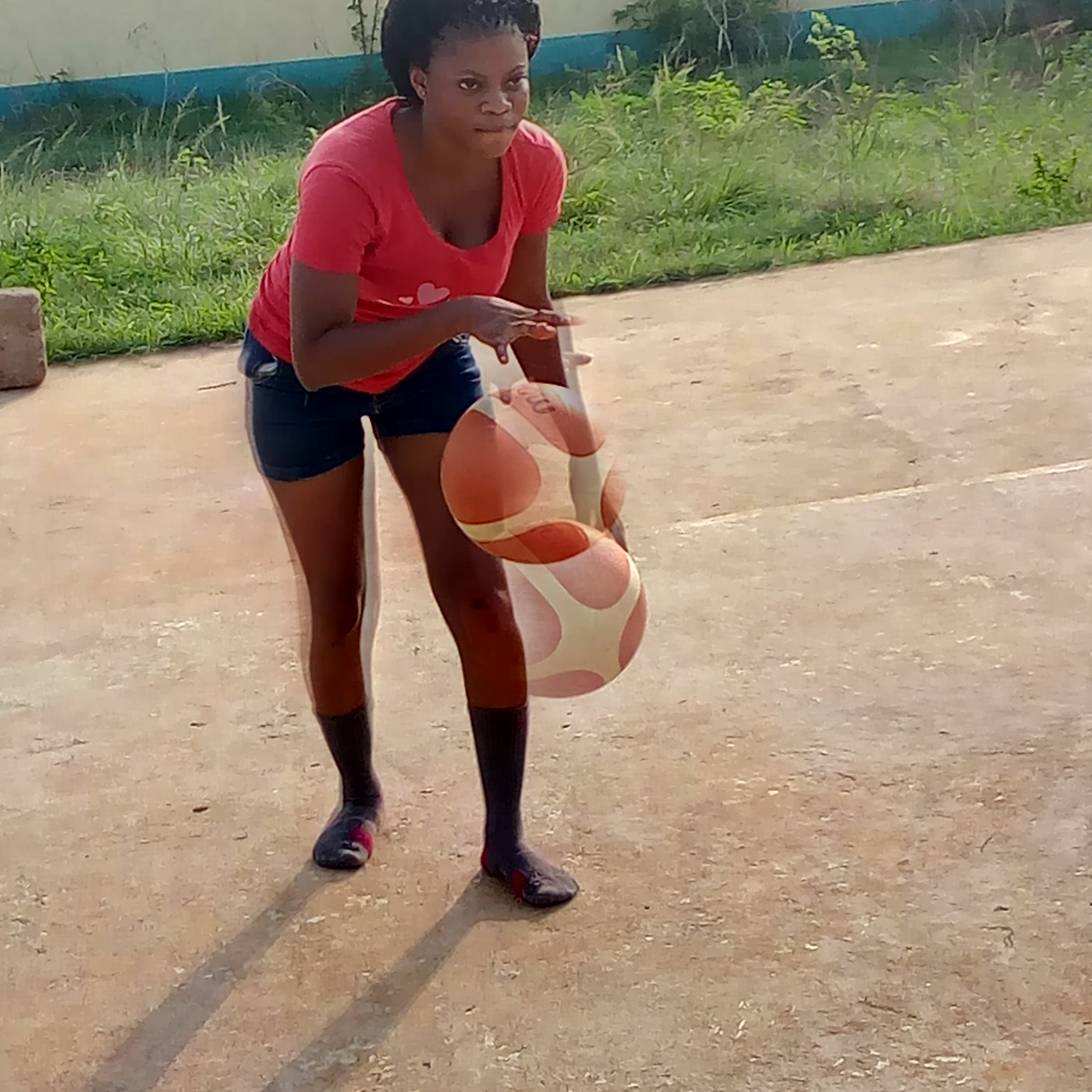
Basketteuse à l'UAC.

## Armée et forces de l'ordre
Armée

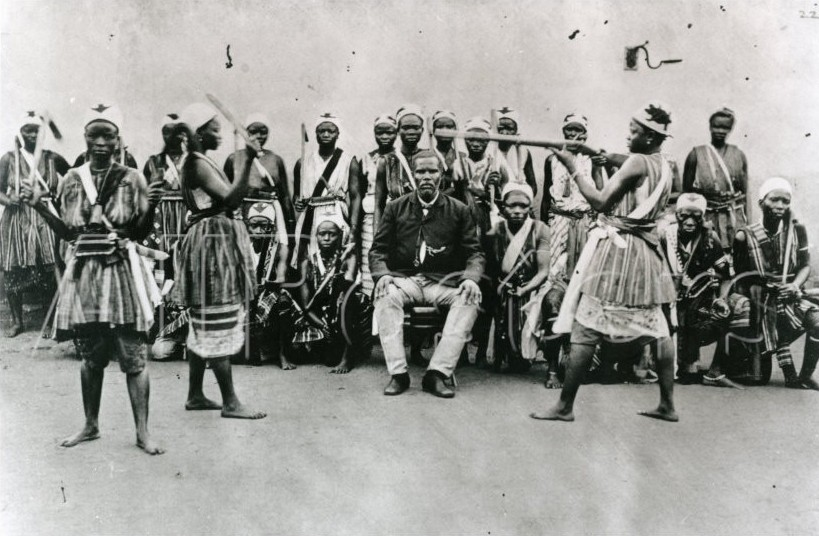
Amazones du Dahomey vers 1890.

L’idée d’insertion des femmes dans les Forces armées béninoises (FAB) trouve ses racines dans l'histoire des Amazones du Dahomey, convoquées chaque fois que l'on aborde la problématique des femmes-soldats.
Les données chiffrées concernant les forces armées actuelles sont peu diffusées au Bénin. Cependant, en 2017, une publication de l'International Institute for Strategic Studies (IISS) évaluait les troupes régulières à 7 250 soldats actifs. La même source porte l'effectif militaire total (actifs, réservistes et paramilitaires) à 9 750.

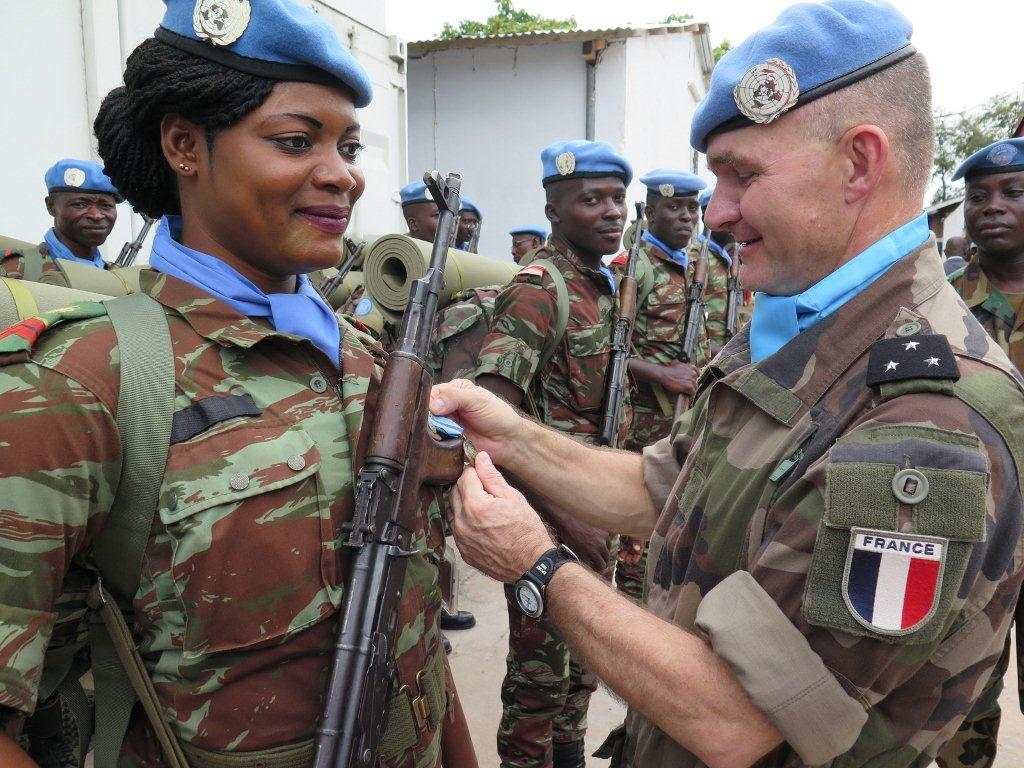
Remise de médailles à 450 casques bleus béninois, dont 21 femmes (Kalemie, RDC, 2017).

On ne peut qu'avancer des hypothèses quant à la proportion de femmes. Selon une source militaire française, ce pourcentage pourrait s'élever à 15%. 
À titre indicatif, on sait qu'à la rentrée 2019, le lycée militaire qui forme les jeunes filles à Natitingou (Atacora), a accueilli 36 nouvelles élèves, sélectionnées à l'issue d'un concours national, à raison de 3 pour chacun des 12 départements du Bénin, mais elles choisiront peut-être d'autres voies.
Pour les femmes militaires, les difficultés demeurent importantes et la société civile reste souvent sceptique. En outre, la vie privée est souvent mise entre parenthèses. Mariages et maternités sont encadrés par le règlement, notamment par un décret du 30 octobre 1979 : ainsi une femme ne peut envisager une grossesse que 3 ans après son recrutement si elle épouse un militaire et 5 ans s'il s'agit d'un civil. Néanmoins, en 2019, la Cour constitutionnelle réhabilite deux jeunes femmes radiées de l'armée après une grossesse, la sentence ayant été jugée contraire à la Constitution et à la Charte africaine des droits de l'homme.
Aux yeux de l'opinion publique nationale et internationale, c'est à Paris que les Béninoises obtiennent une forme de consécration. En 2010, lors du défilé militaire du 14 Juillet, qui a lieu chaque année sur l'avenue des Champs-Élysées, les pays africains sont à l'honneur à l'occasion du 50e anniversaire des indépendances. La délégation béninoise, exclusivement composée de femmes, est très remarquée, hommes politiques et médias ne manquant pas de faire référence aux Amazones du Dahomey.
Police républicaine
Elle résulte de la fusion en 2018 de la Police et de la Gendarmerie en une « force unique de sécurité intérieure ».
En octobre 2018 à Cotonou, son personnel féminin bénéficie d'une formation sur le concept de la police communautaire.
Le 8 mars 2019, les femmes fonctionnaires de la Police républicaine, tous grades confondus, marquent la journée internationale des femmes par une campagne de sensibilisation. Leurs effectifs ne sont pas publiés.

## Éducation et culture

### Femmes de lettres

Femmes de lettres.
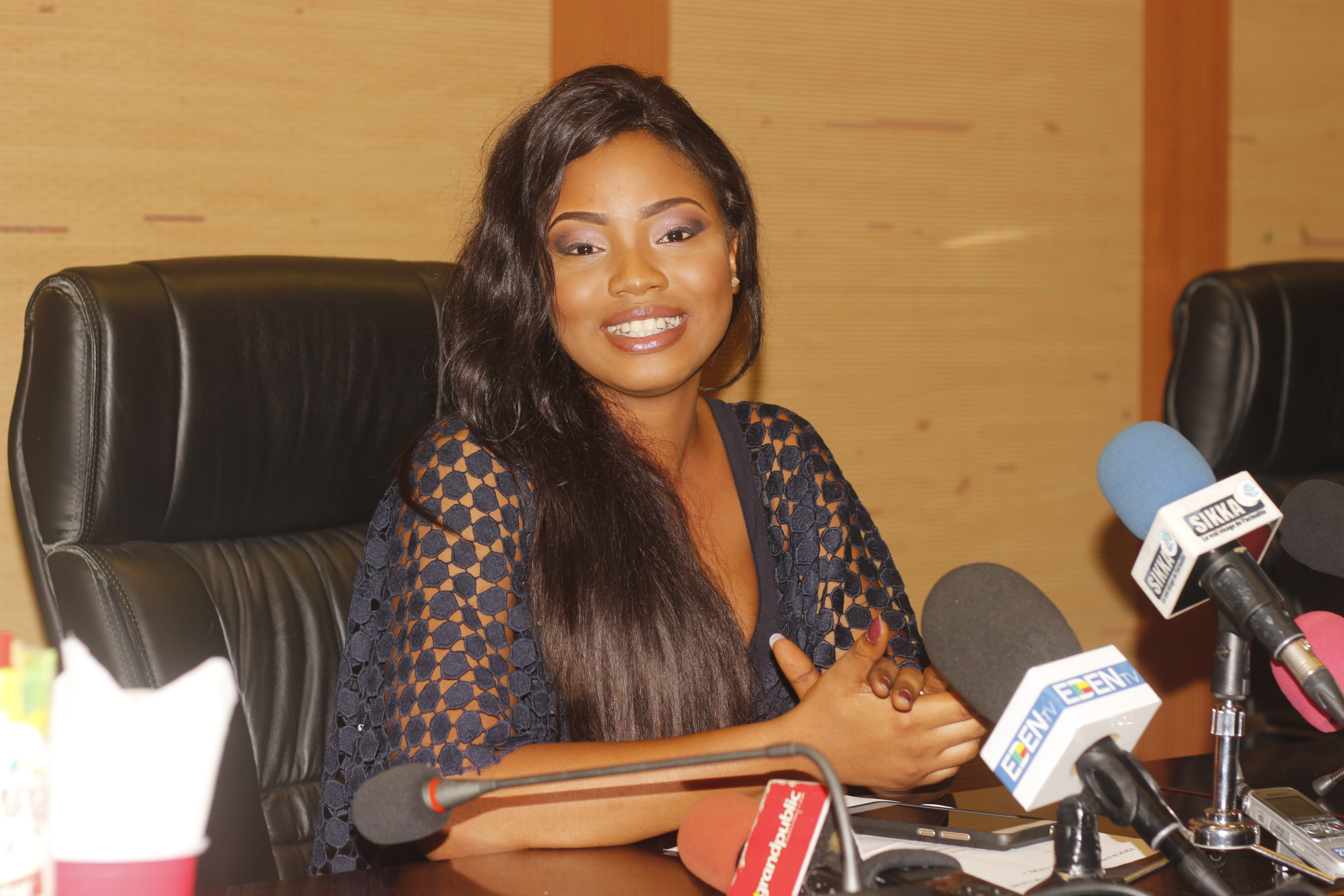
Elena Miro K (littérature)
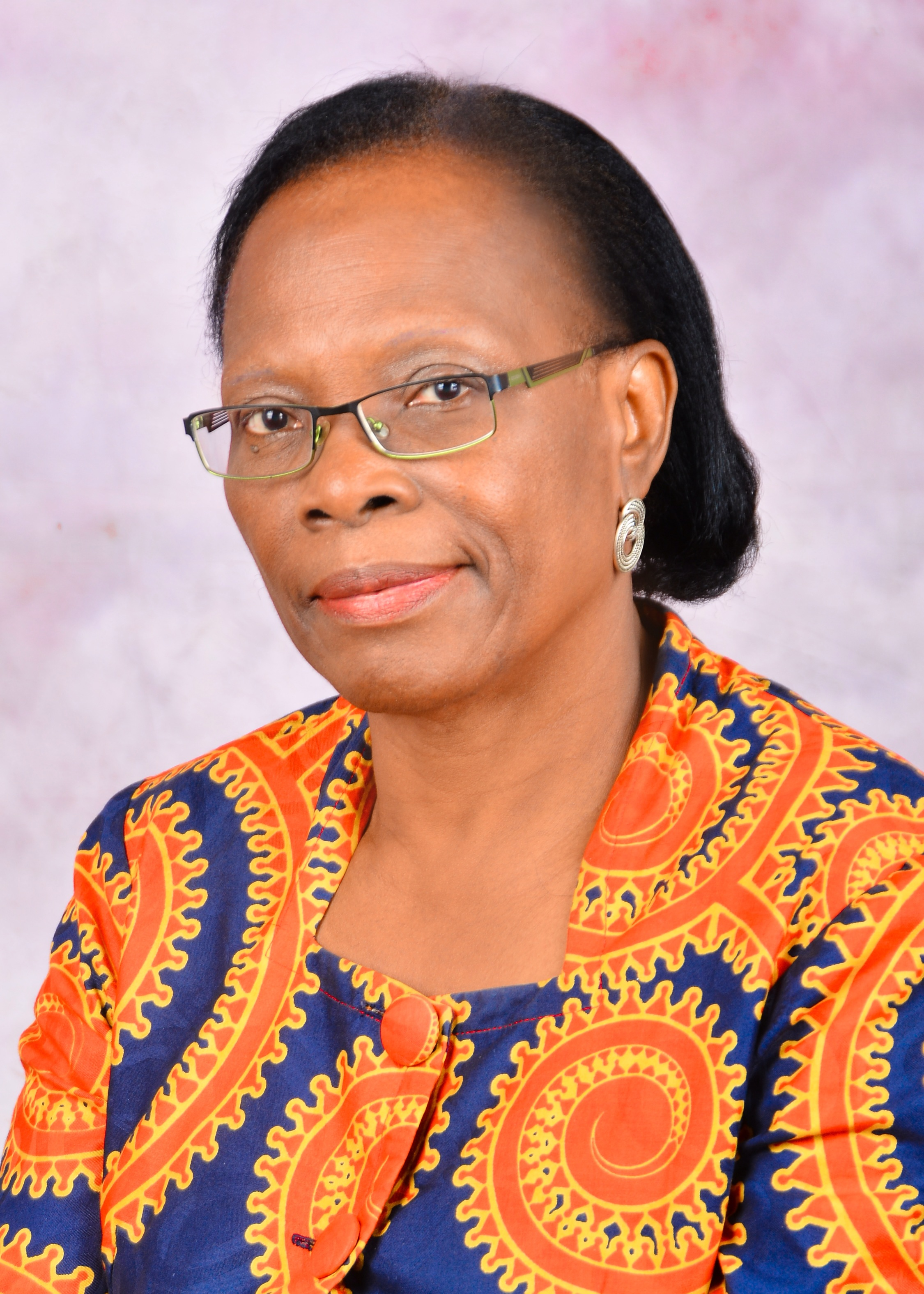
Agnès Avognon Adjaho (littérature)
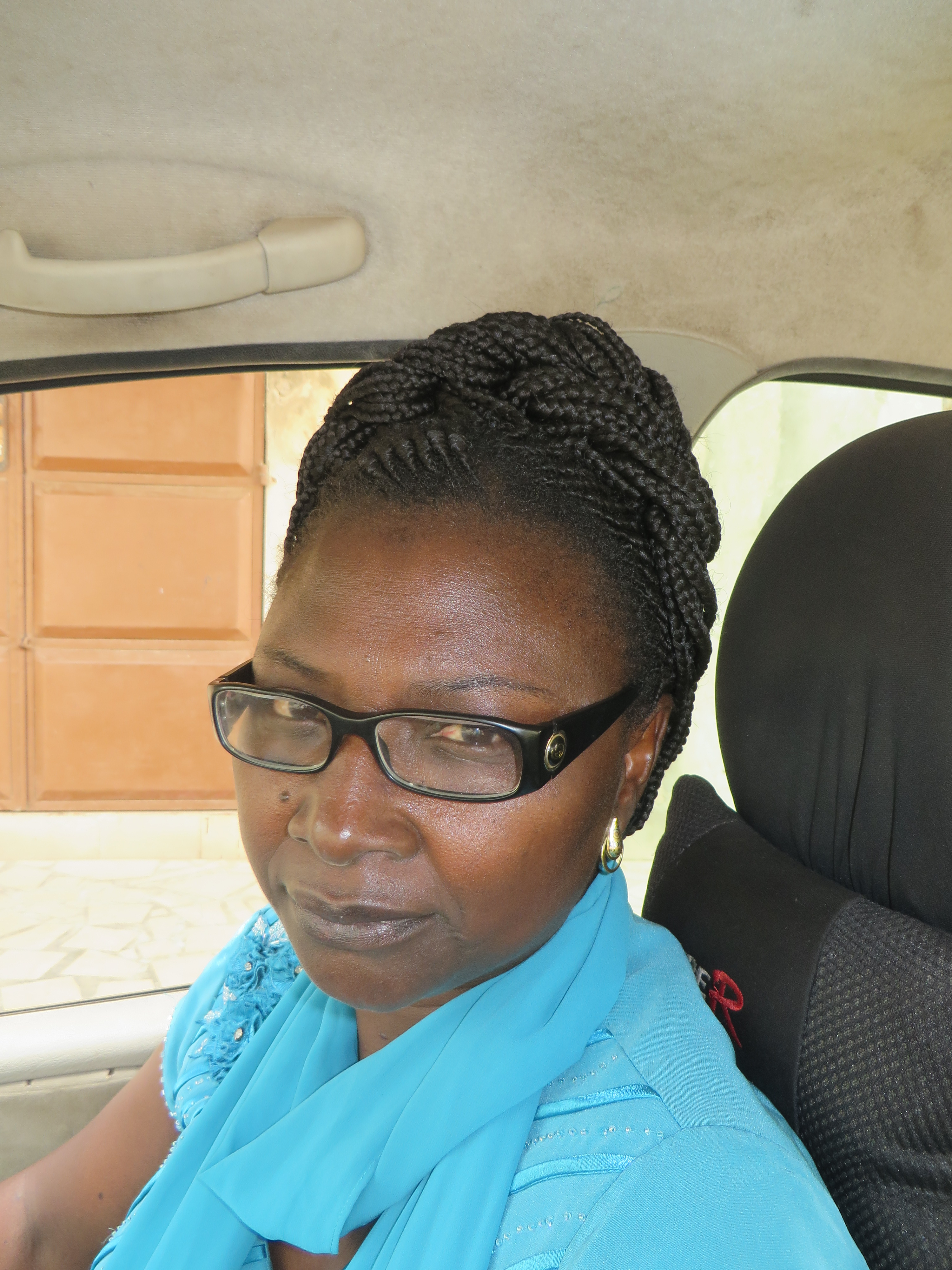
Béatrice Lalinon Gbado (littérature)

- Sophie Adonon
- Harmonie Dodé Byll Catarya
- Barbara Akplogan

### Scientifiques
- Loko Yêyinou Laura Estelle

## Quelques photos

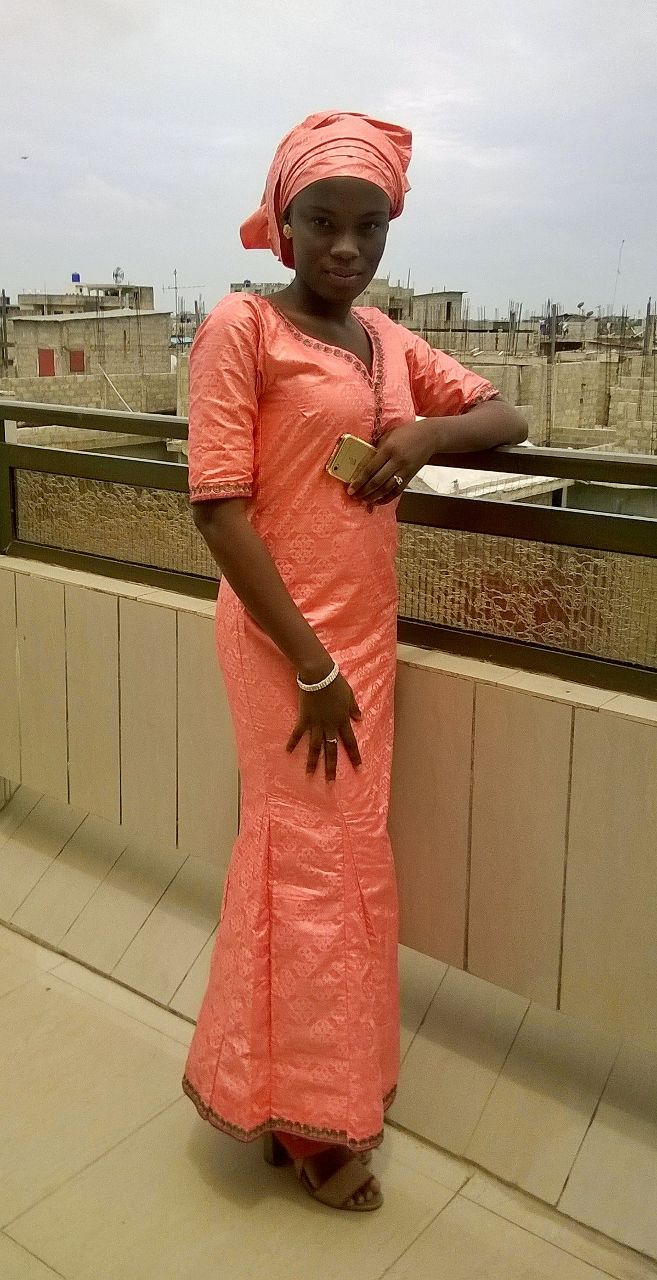
Bazin et smartphone.
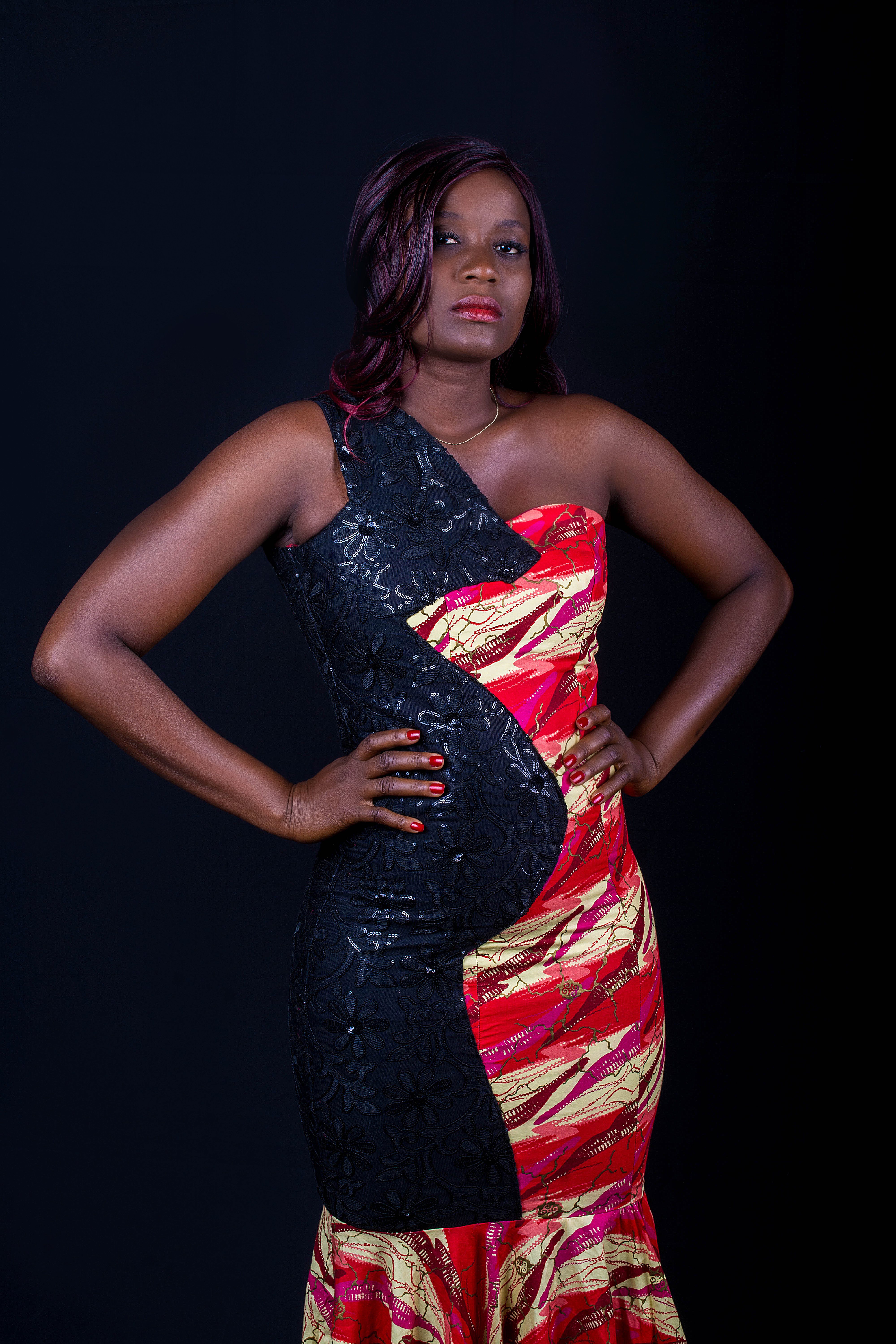
Mannequin.

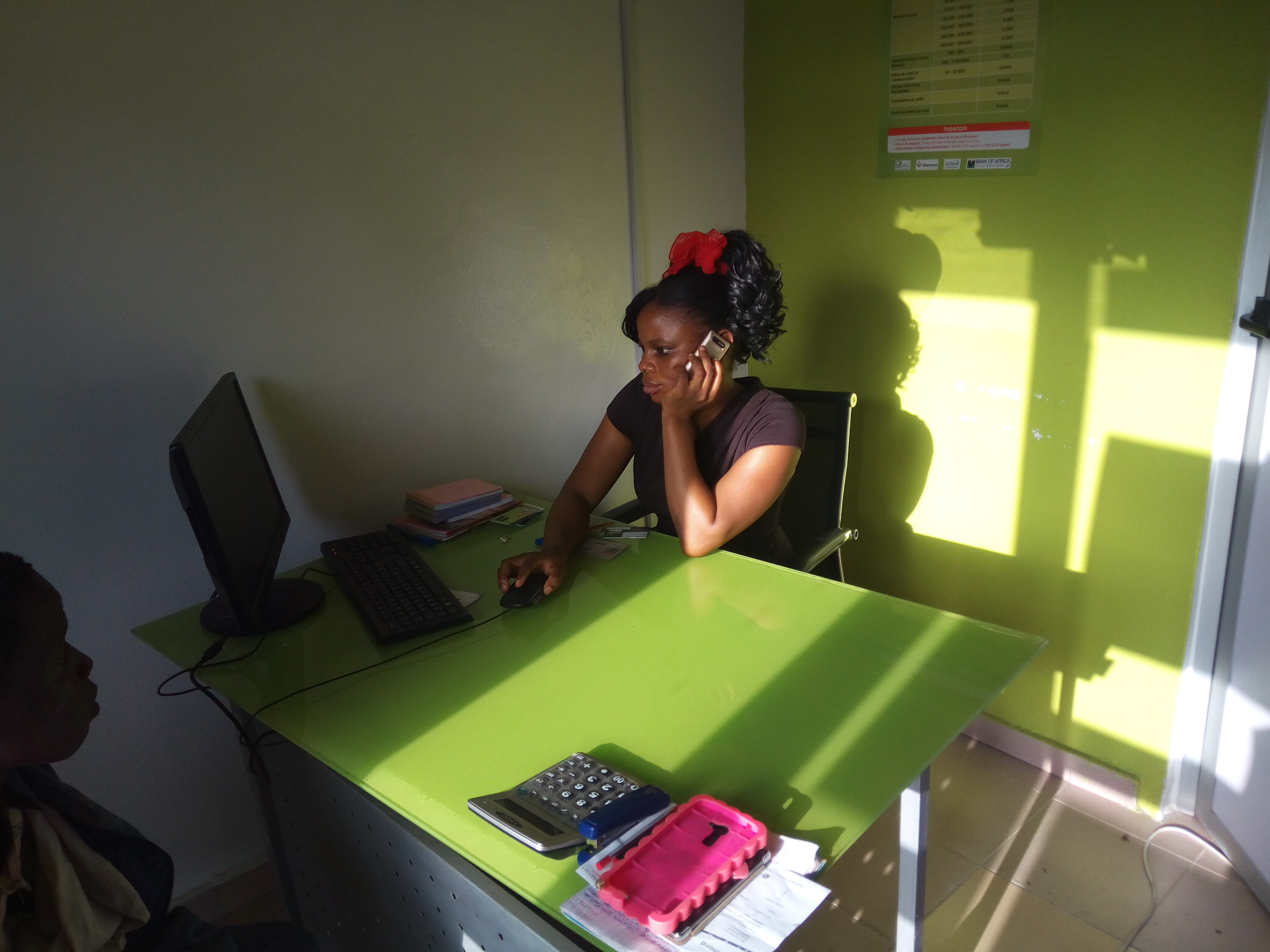
Femme d'affaires.
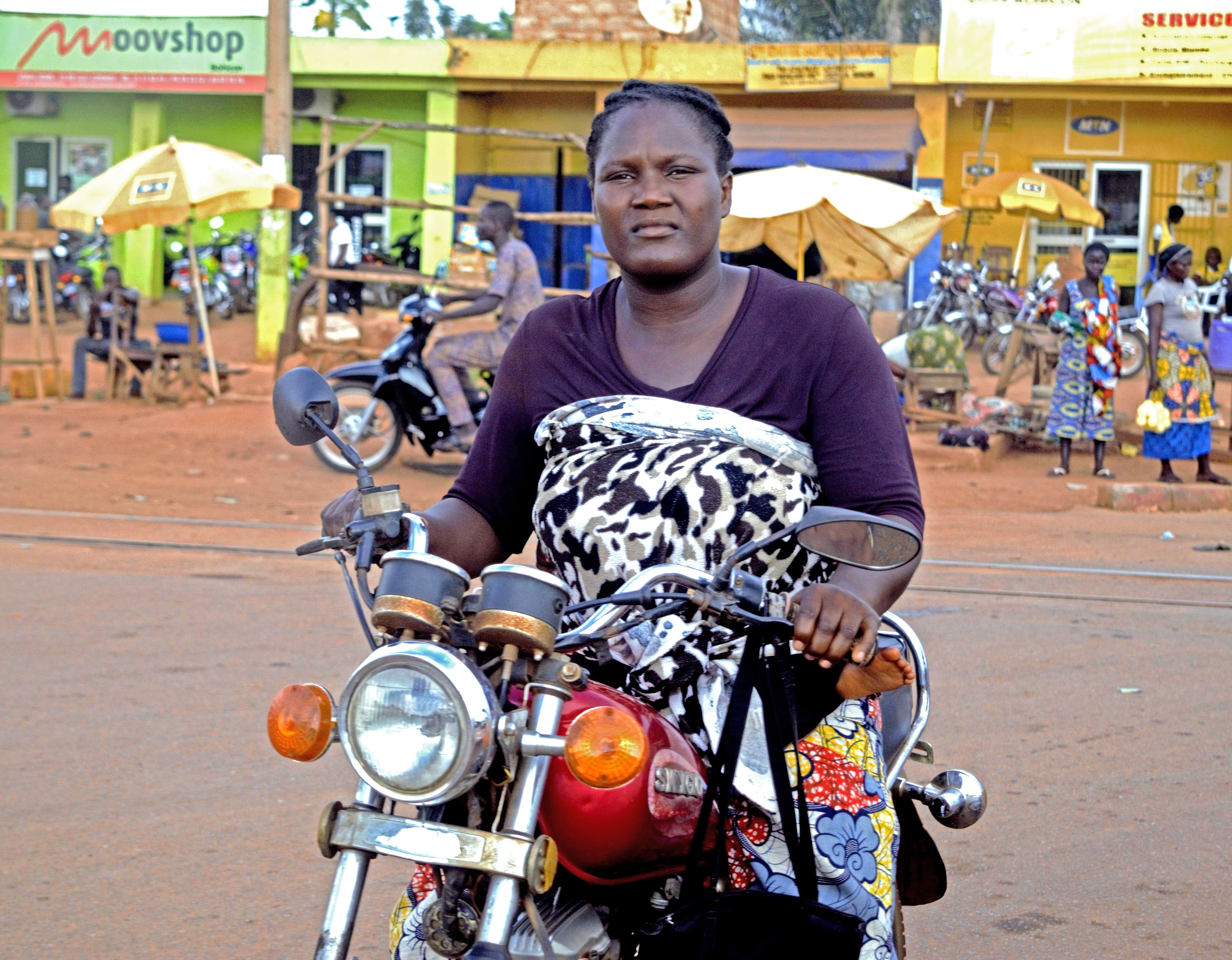
Femme à moto.
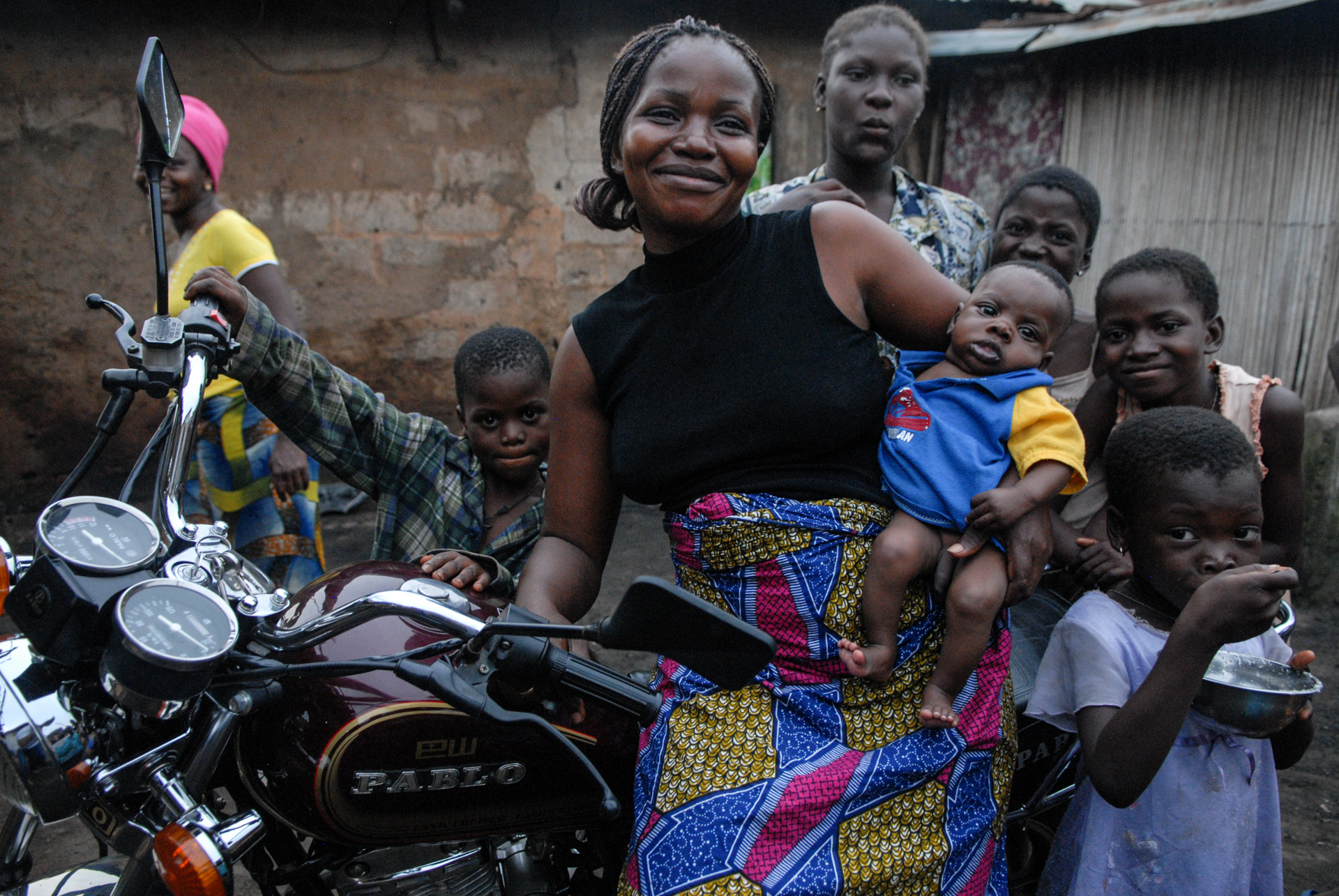
Famille à Porto-Novo en 2010.

## Associations œuvrant pour les droits des femmes

### Association internationale des femmes juges
Jeanne-Agnès Ayadokoun, née en 1954, est une magistrate béninoise œuvrant pour l'amélioration des droits des  femmes, en particulier dans le domaine des héritages de biens immobiliers,,. Elle est membre du Conseil supérieur de la magistrature du Bénin et préside la section béninoise de l’Association internationale des femmes juges.

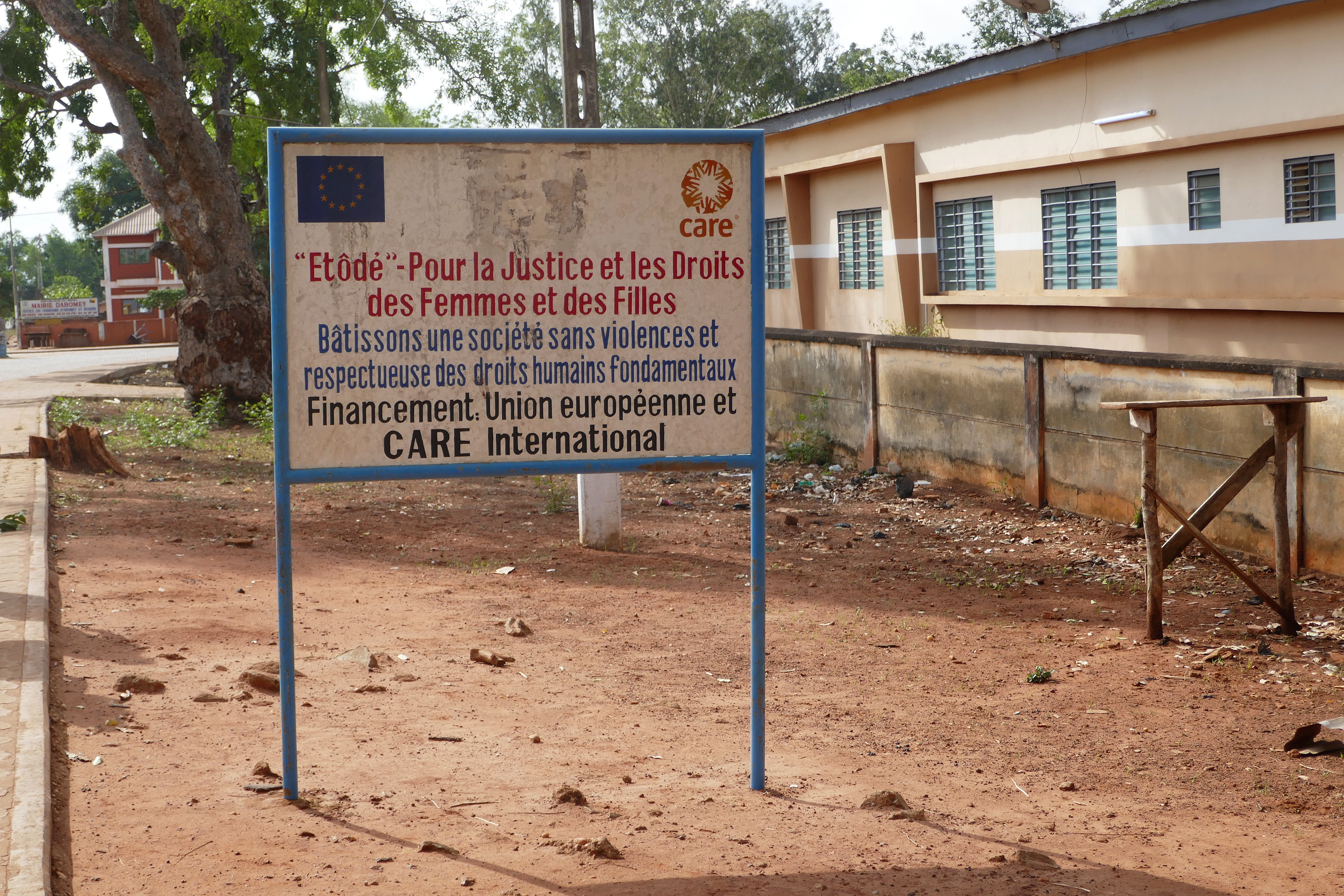
Etôdé pour la justice et les droits des femmes et filles (Abomey).

### Fondation Claudine Talon
La fondation Claudine Talon est une association créée en 2017 par Claudine Talon, épouse du président Patrice Talon et Première dame du Bénin. Elle a pour mission principale d'améliorer les conditions de vie des femmes et des enfants en situation difficile au Bénin.

### Fondation Batonga
La fondation Batonga est une Organisation à but non lucratif créée en 2006 à Washington (district de Columbia) par Angélique Kidjo, artiste chanteuse d'origine béninoise afin de promouvoir  l'éducation primaire et  secondaire pour les jeunes filles.

### Social Watch Bénin
Social Watch Bénin est un réseau d’ONG et d’associations crée en 2005, pour promouvoir le contrôle citoyen de l'action publique, dans plusieurs domaines en visant le budget national et la stratégie de réduction de la pauvreté aussi bien au niveau national qu’au niveau de plusieurs communes du Bénin.

### Fondation Regard d'Amour
La Fondation Regard d'Amour est une association créée le 23 mai 1994 par Claire Houngan Ayémona, juriste et ancienne ministre de la Famille. Elle a pour objectif principal de garantir une vie meilleure et épanouir des enfants, surtout ceux en milieu rural et scolaire du Bénin.